# رضى جعدي
رضى جعدي (ولد في 14 فبراير 1995) هو لاعب كرة قدم مغربي يلعب لصالح الوداد الرياضي. رضى هو أخ اللاعب المغربي الدولي نبيل جعدي.

## روابط خارجية
- رضى جعدي على موقع قاعدة بيانات كرة القدم.إي يو (الإنجليزية)
- رضى جعدي على موقع Soccerway.com (الإنجليزية)
- رضى جعدي على موقع عالم كرة القدم.نت (الإنجليزية)
- رضى جعدي على موقع AS.com (الإسبانية)